# Младият черен жребец
„Младият черен жребец“ (на английски: The Young Black Stallion) е американска приключенска драма от 2003 г. от „Уолт Дисни Пикчърс“. Режисиран от Саймън Уинсър, филмът е базиран на едноименния роман от 1989 г., създателя на „Черният жребец“ – Уолтър Фарли и неговият син Стивън Фарли.
Това е първата продукция на „Дисни“, който е създаден специфично за кината по IMAX и е прелюдия на „Черният жребец“ (1979), който спечели „Оскар“ и получава номинации. Филмът е оригинално насрочен да излезе през 2002 г., но е преместен до септември 2003 г., преди да дебютира в избраните кина по IMAX в Съединените щати на 25 декември 2003 г.